# Урије (Приједор)
Урије су дио града Приједора које се, посматрано од центра града, налазе са његове сјеверне стране.
Прије Другог свјетског рата, овај дио Приједора није био густо насељен, да би након истог почело интензивније насељавање. Мјесто су насељавале углавном породице из поткозарских села (Горњи Орловци, Црна Долина, Доњи Гаревци, Паланчиште, Јеловац, Брезичани, Доња Драготиња и Горња Јутрогошта). Првобитно је овај назив означавао подручје писте данашњег Аеродрома Урије (Горње Урије) и некадашњег Расадника, док је подручје око предузећа Аутотранспорт називано Доњим Уријама. Касније се назив проширио и обухвата читав простор између ријечице Пухарске на западу, магистралног пута Нови Град - Бањалука на југу, Бикаревића потока на истоку и Пашиначког пута на сјеверу. Само име је турцизам и означава утрину, пашњак.

## Географија
Насеље има благо вишу надморску висину у односу на сам центар града и предјеле у близини ријеке Сане (136 m). Тачну границу између самог центра града и насеља Урије чини жељезничка станица Приједор, тј. пруга Добрљин – Бањалука, коју су Аустријанци саградили 1871. године. Ова пруга се протеже у смјеру исток-запад, и представљала је битну границу при самом формирању граница насеља у Приједору, тако да се и данас јасно уочава разлика између насеља сјеверно и јужно од ове пруге. Урије су са центром града повезане Великим подвожњаком.

## Архитектура
Урије су насеље изграђено углавном породичним кућама, које првобитно нису плански грађене, осим у неким важнијим улицама, па се због тога формирао велики број сокака у овом насељу. Куће које су грађене послије Другог свјетског рата, углавном су све личиле једна на другу. А велики број таквих кућа и данас постоји у насељу. То су биле приземне куће са подрумом, који је само приземље издизао до један метар изнад земље, па свака кућа овако грађена има на улазу лијепо урађено степениште у три смјера. Куће су углавном грађене од цигле која се производила у оближњој циглани која се такође налази на Уријама.
Данас је насеље углавном испуњено једноспратним или двоспратним, такође породичним, кућама. Куће нису збијене, нити се граде близу једна другој, већ свака има своју окућницу, тзв. двориште, а законски је забрањено градити стамбене објекте 2 m од саме границе сусједног „дворишта“. Дворишта се углавном користе за узгајање поврћа, цвијећа, а око многих кућа налазе се металне или дрвене конструкције на којима се узгаја винова лоза.

## Демографија
Грађани МЗ су претежно српске националности.

## Важнији објекти
- У Првомајској улици, овог насеља налазила се приједорска циглана, која је у функцији била још и прије Другог свјетског рата, такође у насељу је прије рата 1992. године радила и фабрика керамике.
- Недавно је завршен Храм св. пророка Илије, чија је градња трајала пуних 10 година, а у току је изградња парохијског дома.
- У Улици V корпуса смјештене су Основна школа „Петар Кочић” као и одјељење дјечјег вртића Радост.
- На сјеверном ободу насеља налази се спортски аеродром Урије.
- Између Улице Славка Родића и насеља Пухарска смјештена је приједорска касарна.
- У Улици Бранка Радичевића смјештено је игралиште познатије као Рекреативно или Жуто.